# Jürgen Ehle (Admiral)
Jürgen Ehle (* 21. August 1957 in Limburg an der Lahn) ist ein Konteradmiral a. D. der Marine der Bundeswehr. In seiner letzten Verwendung war er Senior Military Advisor to Managing Director for CSDP and Crisis Response (MD CSDP-CR) beim European External Action Service des Europäischen Auswärtigen Dienstes in Brüssel.

## Militärische Laufbahn
Ehle trat 1976 als Offizieranwärter in den Dienst der Bundeswehr. Nach der Ausbildung zum Marineoffizier, Crew VII/76 (einschließlich Segelschulschiff Gorch Fock und Schulschiff Deutschland) absolvierte er von 1977 bis 1980 ein Pädagogik-Studium (Nebenfach Rechtswissenschaft) an der Hochschule der Bundeswehr Hamburg, das er als Diplom-Pädagoge abschloss.
Im Anschluss an die Ausbildung zum Hubschrauberführer in den USA und Deutschland (1980–1983) war er Einsatzpilot und Ausbildungsoffizier Bordhubschrauber „Sea Lynx MK 88“ bei dem Marinefliegergeschwader 3 „Graf Zeppelin“ in Nordholz. Nach einer Verwendung als Personalführer im Bundesministerium der Verteidigung in Bonn (1988–1990) wurde er Staffelkapitän der Bordhubschrauberstaffel in Nordholz (1990–1992). Nach Abschluss der Admiralstabsausbildung an der Führungsakademie der Bundeswehr in Hamburg (1992–1994) folgte eine Verwendung als Büroleiter des stellvertretenden Inspekteurs Marine und Chef des Stabes des Führungsstabes Marine im Bundesministerium der Verteidigung in Bonn (1994–1996).
Von 1996 bis 1997 absolvierte Ehle die US-Admiralstabsausbildung in Newport, Rhode Island, USA, mit dem Studium am Naval War College. In den Jahren 1997 und 1998 war er beim Flottenkommando Glücksburg mit der Einsatzleitung und Koordination der Seeluftstreitkräfte der Deutschen Marine betraut, bevor er nach Erwerb der Pilotenlizenz für die „Dornier 228“ Kommodore des Marinefliegergeschwader 3 „Graf Zeppelin“ in Nordholz wurde (1998–2002).
Ehle wechselte 2002 zum NATO-Hauptquartier in Brüssel. Dort wurde er zunächst Leiter für Strategische Planung und Fähigkeitenanpassung der NATO beim Repräsentanten des Obersten Alliierten Befehlshabers Transformation in Europa (vormals SACLANTREPEUR) und 2004 Stellvertreter und Chef des Stabes beim Repräsentanten des Obersten Alliierten Befehlshabers Transformation in Europa (SACTREPEUR).
Es folgte eine weitere Verwendung im NATO-Hauptquartier beim Deutschen Militärischen Vertreter im NATO-Militärausschuss und im Militärausschuss der EU, als Dezernatsleiter Sicherheits- und Militärpolitik (2005–2007). 2007 wechselte er in das Bundesministerium der Verteidigung in Berlin, zunächst als Referatsleiter im Führungsstab der Streitkräfte und Europabeauftragter BMVg (Fü S III 4) und später (2012) als Referatsleiter in der Abteilung Strategie und Einsatz (SE II 5).
2012 führte ihn seine Laufbahn – unter Beförderung zum Flaggoffizier (Flottillenadmiral) – zurück nach Brüssel. Ehle wurde Stellvertretender Militärischer Vertreter und Chef des Stabes beim Deutschen Militärischen Vertreter im Militärausschuss der NATO und der EU. Von 2013 bis 2015 war Jürgen Ehle in Brüssel Vorsitzender der Arbeitsgruppe des Militärausschusses der Europäischen Union und wurde 2015 Leiter des Arbeitsbereiches Militärpolitik bei der Ständigen Vertretung der Bundesrepublik Deutschland bei der Europäischen Union.
Seit 2019 war er Senior Military Advisor to Managing Director for CSDP and Crisis Response (MD CSDP-CR) beim European External Action Service (EEAS).  Auf diesem Dienstposten wurde er zum Konteradmiral befördert. Am 31. August 2024 wurde er in den Ruhestand versetzt.